# Boulogne-Billancourt
Boulogne-Billancourt je město v západní části metropolitní oblasti Paříže ve Francii v departmentu Hauts-de-Seine a regionu Île-de-France. Od centra Paříže je vzdálené 8,2 km.

## Ekonomika
Boulogne-Billancourt je důležitým centrem regionu, má zde sídlo mnoho společností:
- Renault
- TF1
- Monoprix
- Henkel
- Thomson

## Vzdělání
- École supérieure des sciences commerciales d'Angers

## Fakultní nemocnice
- Hôpital Ambroise-Paré

## Vývoj počtu obyvatel
Počet obyvatel

## Osobnosti města
- André Glucksmann (1937–2015), filozof
- Manu Chao (* 1961), zpěvák
- Jean-Baptiste Clément (1836-1903), šansoniér
- Anna Gavalda (* 1970), žurnalistka a spisovatelka
- Marc Gicquel (* 1977), tenista
- France Rumilly (* 1939), herečka
- Émilie Loitová (* 1979), tenistka
- Mathilde Johanssonová (* 1985), tenistka

## Partnerská města
- Anderlecht, Belgie, 1955
- Berlín-Neukölln, Německo, 1955
- Hammersmith a Fulham, Londýn Spojené království, 1955
- Irving, Texas, USA, 1993
- Marino, Itálie, 1968
- Pančevo, Srbsko, 1968
- Ra'anana, Izrael, 1968
- Súsa, Tunisko, 1993
- Zaanstad, Nizozemsko, 1955